# Agrupació Valencianista de la Dreta
Agrupació Valencianista de la Dreta (AVD) fou una organització política fundada el 1930 com a perllongació de la Dreta Regional Valenciana pels sectors moderadament valencianistes. Els seus caps eren Josep Monmeneu Gómez i Josep Calatayud Bayà. Monmeneu fou escollit regidor a l'ajuntament de València a les eleccions municipals del 1931. Josep Maria Esteve i Victòria, que presidí en alguns moments l'Agrupació, també va ser regidor a València. El sector més valencianista de la societat s'escindí el 1933 per tal de fundar Acció Nacionalista Valenciana. La resta del grup s'integrà definitivament en la Dreta Regional Valenciana, que es presentà a les eleccions dins de la coalició dretana CEDA, i el 1939 es va dissoldre.